# オタネニンジン

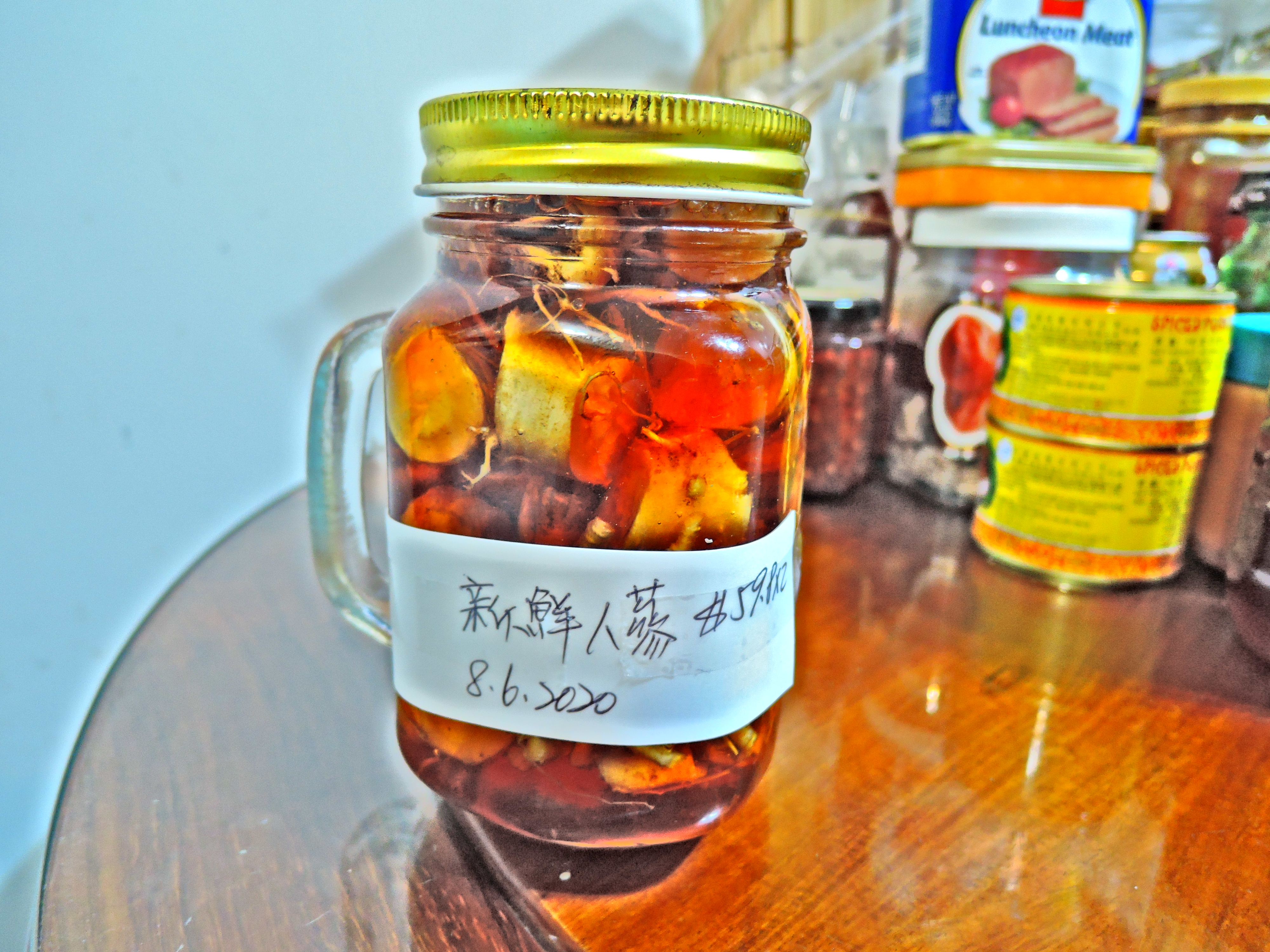
蜂蜜入り高麗人参

オタネニンジン（御種人蔘）は、ウコギ科の多年草である。原産地は中華人民共和国・遼東半島から朝鮮半島にかけての地域と言われ、中国東北部やロシア沿海州にかけて自生する。
薬用または食用に用いられ、チョウセンニンジン（朝鮮人蔘）、コウライニンジン（高麗人蔘）などと呼ばれる。また単に人蔘（にんじん）とも呼ばれる。ただし、野菜のニンジンはセリ科であり、本種の近縁種ではない。
ロシア連邦自生のオタネニンジンは、ワシントン条約の附属書II類に指定されている。

## 名称

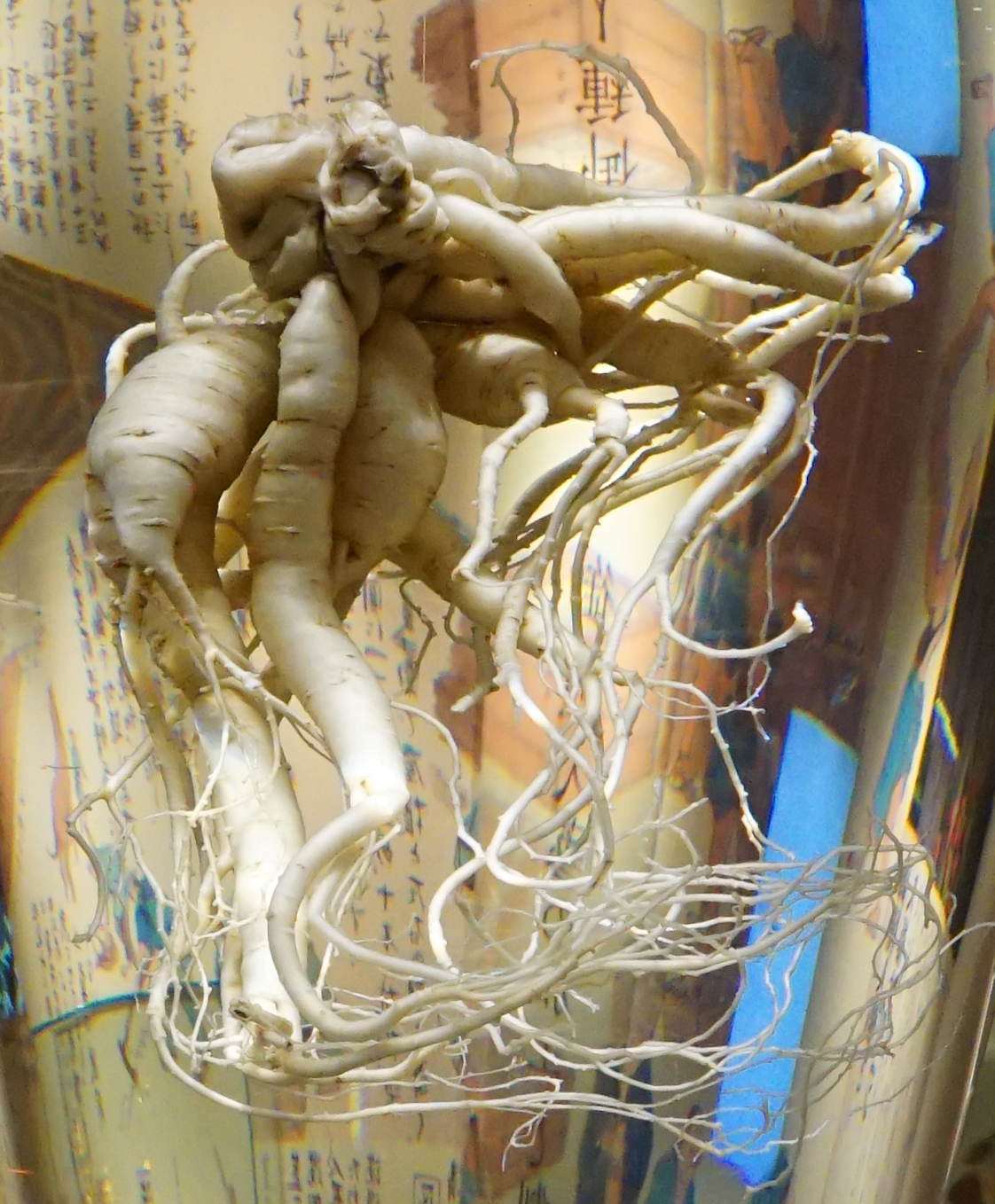
1997年に発見された推定樹齢500年の高麗人蔘（由志園にて）

本種は元来「人蔘」と呼ばれ、中国、朝鮮半島、および日本では、昔からよく知られた薬草の1つだった。枝分かれした根の形が人の姿を思わせた事が、その名称の由来と言われている。
10世紀前半成立の『和名類聚抄』巻20「草類」の人参に関する記述では、和名が「加乃仁介 久佐」（カノニケ草）と表記されていた。
朝鮮語では漢字語の「인삼」がよく用いられ、特に貴重な野生物は「山蔘」（산삼）と呼ばれる。別の固有語名の「シム」（심）もあるが、現代の朝鮮語では「シンマニ」（심마니、職業としての「山蔘採取者」の意）や感嘆詞の「シンバッタ」（심봤다!、「良いものを見つけた」の意）ぐらいにだけ残っている。また、中国東北部では「棒槌」（bàngchuí、「木槌」「洗濯棒」の意）とも呼ばれる。

### 御種の由来
「御種人蔘」の名に冠される「御種」の部分の由来には、幾つかの説が存在する。
1つには、江戸時代の3代将軍徳川家光の時代に、関東地方の日光で栽培に成功し、江戸幕府が各藩に「種子」を与えたので「御種人参」と称されたとも言われる。
また1つには、江戸幕府の8代将軍徳川吉宗が対馬藩に命じて朝鮮半島で種子と苗を入手させ、試植と栽培・結実の後で各地の大名に種子を分け与えて栽培を奨励し、これを敬って「御種人参」と呼ぶようになったと言われる。
日本では栽培成功以前の「人蔘」は、朝鮮半島からの輸入に依存していた。

### 人蔘とニンジン
このように「人蔘」の語は元来本種を指していたが、日本においては、江戸時代以降、セリ科の根菜“胡蘿蔔”（こらふ、現在のニンジンのこと）が舶来の野菜として知られるようになると、本種と同様に肥大化した根の部分を用いるため、これを類似視して「せりにんじん」などと呼んだ。
時代が下るにつれて“せりにんじん”は基本野菜として広く普及し、名称も単に「にんじん」と呼ばれる事例が多くなった。一方で、本種は医学の西洋化につれて、次第に使われなくなっていったため、いつしか日本語で「人蔘」と言えば“せりにんじん”を指すのが普通となった。
その後、区別の必要から、本種に対しては、明示的に拡張した「朝鮮人蔘」の名が使われるようになった（レトロニム）。
第2次世界大戦後以降、日本の人蔘取扱業者は、輸入元の大韓民国で嫌がられる「朝鮮」の語を避けて「薬用人蔘」と呼称してきた。しかし、後に「薬用」の名称が薬事法に抵触すると行政指導を受け、呼称を「高麗人蔘」へ切り替えた。
以上2種類の植物について、各国語の呼び名の対照は、以下の通り。
|          | 日本語                                                         | 中国語 （繁体字/簡体字）                               | 朝鮮語                                         | 英語                                      |
| -------- | -------------------------------------------------------------- | ------------------------------------------------------ | ---------------------------------------------- | ----------------------------------------- |
| 本種     | 御種人参（御種人蔘） 高麗人参（高麗人蔘） 朝鮮人参（朝鮮人蔘） | 人蔘/人参 [rénshēn、レンシェン]                        | 인삼 （人蔘） [insam、インサム] 심 [sim、シム] | ginseng [ジンセン] （中国語の音を真似た） |
| ニンジン | にんじん （人参）                                              | 胡蘿蔔/胡萝卜 [húluóbo] 紅蘿蔔/红萝卜 [hóngluóbo] など | 당근 （唐根） [danggeun、タンクン]             | carrot                                    |

## 特徴
地上部の草丈は、50 cmから60 cm程度である。茎は1本だけ直立し、茎頂に5出掌状複葉を輪生する。葉は楕円形又は卵形で鋸歯が有り、先端は尖っている。花は白色を帯びた淡緑色で、散形花序。

## 産地・栽培・加工
古くから薬効が知られ珍重されていたものの、その栽培は困難で、18世紀初頭の李氏朝鮮で初めて成功したとされるが、それより100年以上前の第3代征夷大将軍徳川家光の代、あるいは遅くとも8代将軍徳川吉宗の命により享保14年（1729年）までに栽培に成功している。韓国では忠清南道錦山郡と仁川広域市江華郡、北朝鮮では開城特別市が産地として有名である。中国では長白山（白頭山）の麓で「長白山人蔘」として栽培される。
21世紀初頭において、オタネニンジンの栽培が行われているのは、中国東北部、朝鮮半島、日本の長野県・福島県・島根県といった場所である。ただし、日本では会津地方、東信地方、大根島などが古くからの産地として知られてきたものの、栽培農家の高齢化などが原因で栽培面積が急速に減少した。

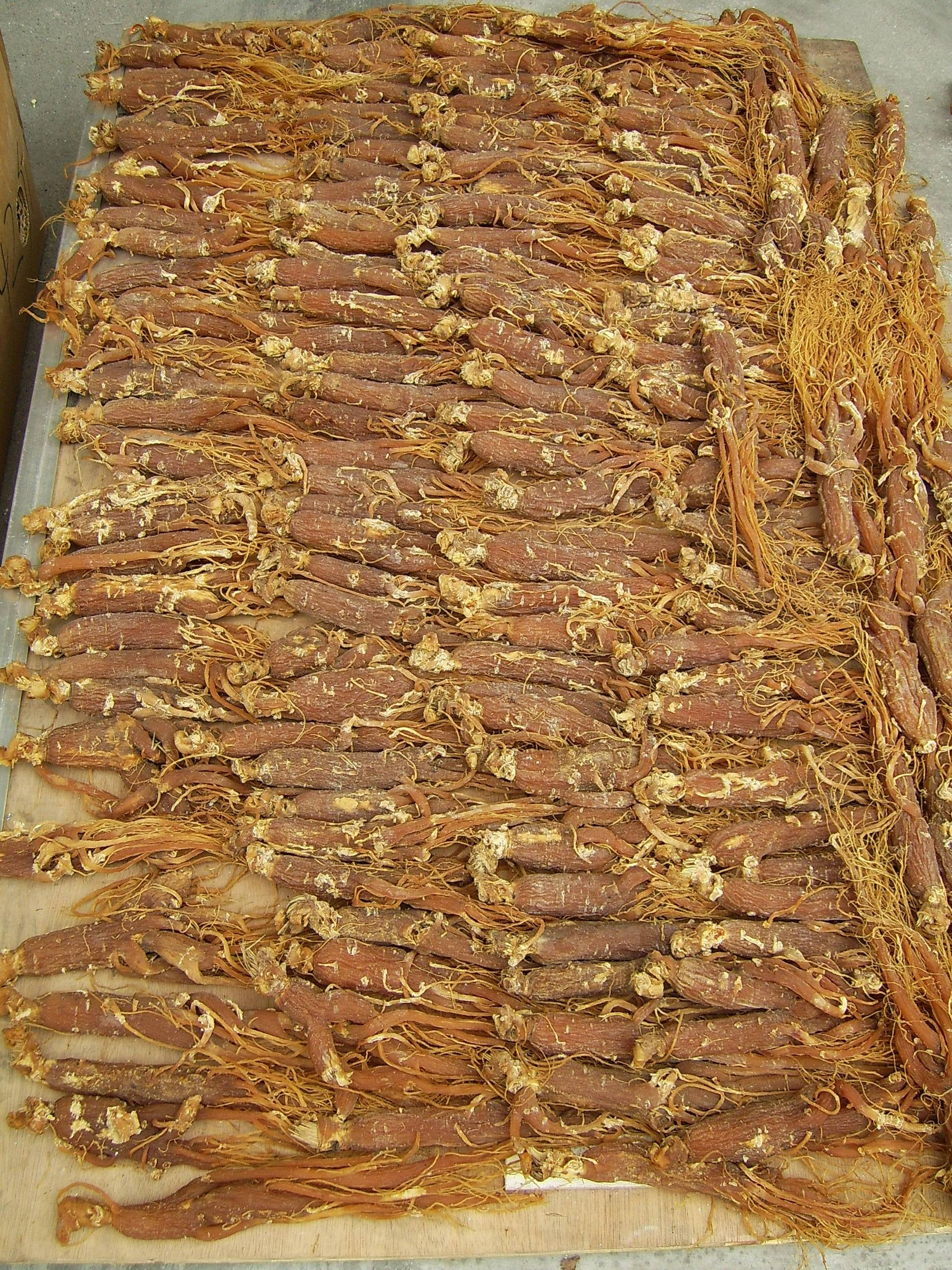
紅参

栽培にはおよそ2 - 6年ほどの月日を掛けた上で根が収穫されるが、5年以上の物が良品とされ栽培が難しい。日本には野生はなく、栽培地では小屋掛けで直射日光と雨除けをして、通常は6年がかりで栽培する。皮を剥ぎ、根を天日で乾燥させた生薬を白参（はくじん、ペクサム、백삼 / 白蔘）、皮を剥がずに湯通ししてから乾燥させた生薬を紅参（こうじん、ホンサム、홍삼 / 紅蔘）と呼ぶ。なお、日本薬局方においては、根を蒸した生薬を紅参としている。他に、濃い砂糖水に漬け込んでから乾燥させた糖参（とうじん、タンサム、당삼 / 糖蔘）もあり、白参に分類される。

なお、栽培物より天然物の方が珍重される向きもあるものの、野生の人蔘の採取は非常に困難であり、その希少性から高値で取引される場合がある。

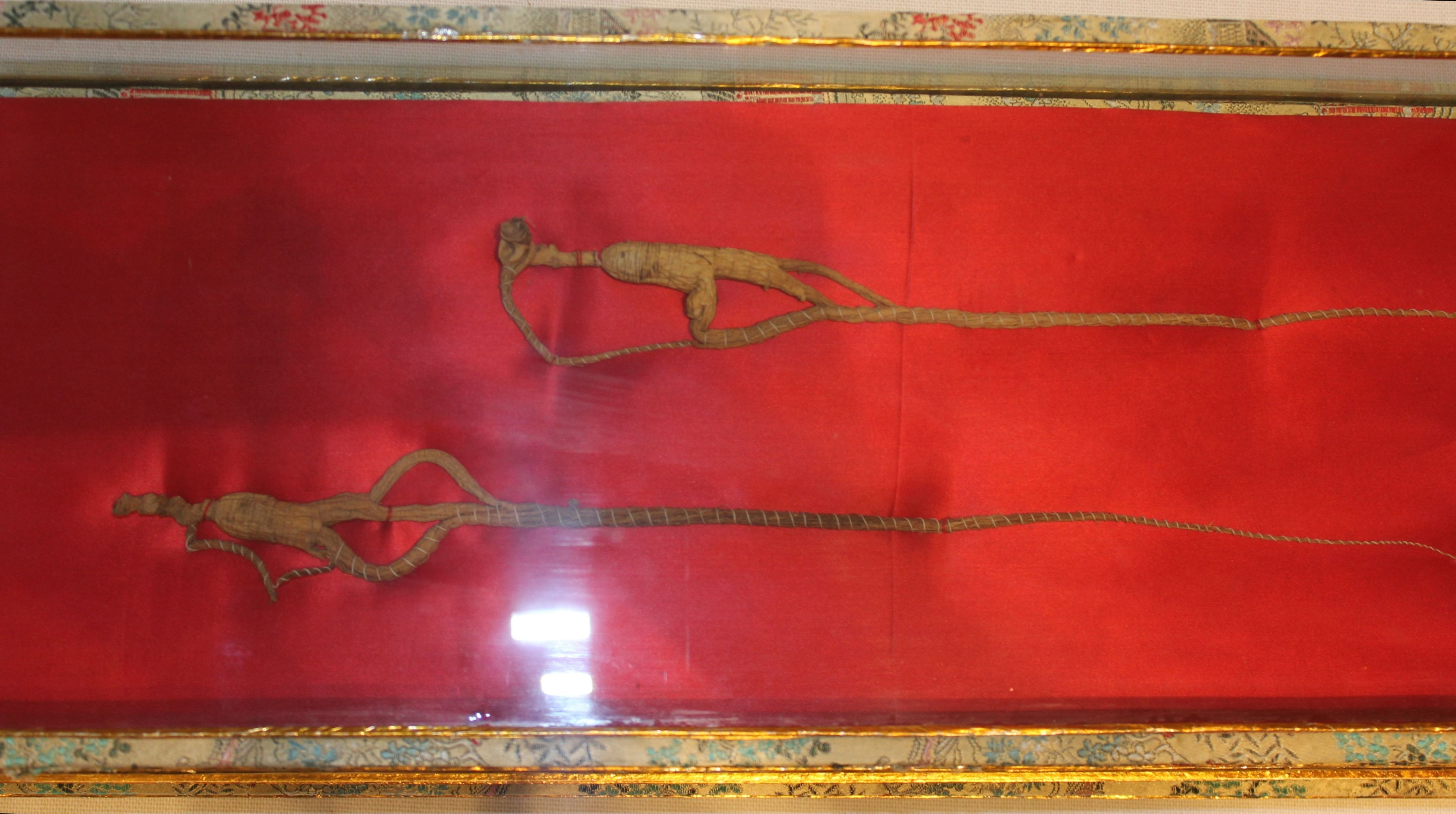
天然物の御種人参

また、高麗人参の実も食用や化粧品として加工されている。高麗人参は4年に一度しか実がならないため、流通量が非常に少なく希少性が高い。ジンセンベリー（ginseng berry)とも呼ばれ、高麗人参よりも多くのジンセノサイドが含有されている場合もある。成熟すると実は赤くなり、ポリフェノールも多く含まれている。

## 利用法

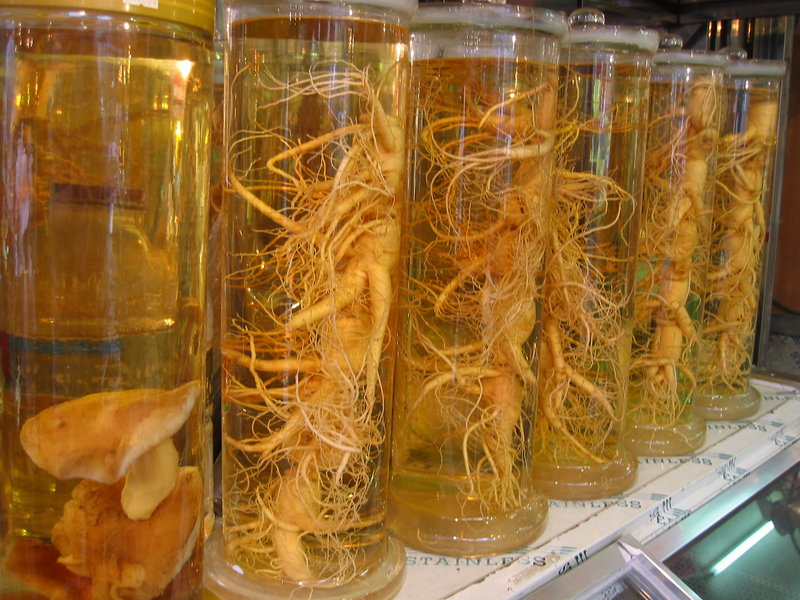
韓国のマーケットにて

### 生薬

#### 民間療法
オタネニンジンは、生薬の1つ「人参」として古くから利用されてきた。主要な薬用部位は根で有用成分に、オタネニンジンの学名であるPanax ginsengから名前が取られた、ジンセノサイド（ginsenoside）と呼ばれる化合物群などが挙げられる場合がある。
民間療法薬として1日量1 - 3グラムの人参を400 mLの水に入れて30分ほど煎じ、3回に分けて服用する。人参酒としては、紅参か白参20 - 100グラム、または生のオタネニンジン80 - 90グラムを、35度の焼酎1リットルに漬けて、冷暗所に約1 - 3か月保存した酒を、1日量で約20 mLを目安に飲用する方法がある。1回目に浸した人参を使って、再度6か月漬け込み2回目の人参酒を作ることも出来る。
日本薬事法において高麗人参を浸けた酒類は「薬味酒」と分類し、薬効のある草根木皮などを浸した酒または漬けこんだ混成酒類（アルコール飲料）としており、酒販店などで販売されている。なお、薬局で販売されている「薬用酒」は、その薬効について薬事法の規定により厚生大臣の認可を受けているので別物である。（例え薬用酒に高麗人参（ジンセノサイド）が含まれていても、認可は別の理由。）

#### 漢方方剤
漢方薬では、基本的に他の生薬と組み合わせて使う。また、白参も紅参も原料は同じオタネニンジンだが、収穫後の処理の仕方が異なり、これらは基本的に異なる生薬として取り扱う。漢方薬には「人参剤」と総称される方剤群が存在する。人参湯を始め、補中益気湯、六君子湯、小柴胡湯、参蘇飲など人参を含む漢方方剤は多様であるものの、どちらかと言えば虚証向きの方剤が多い。また、オタネニンジンの場合は、漢方でも例外的に、独参湯と言って、オタネニンジンだけを使う方剤も知られる。ただし、これは漢方薬一般に言える事で人参剤に限らず、いずれの方剤にしても証を見極めた上で使う必要がある。

### 食材

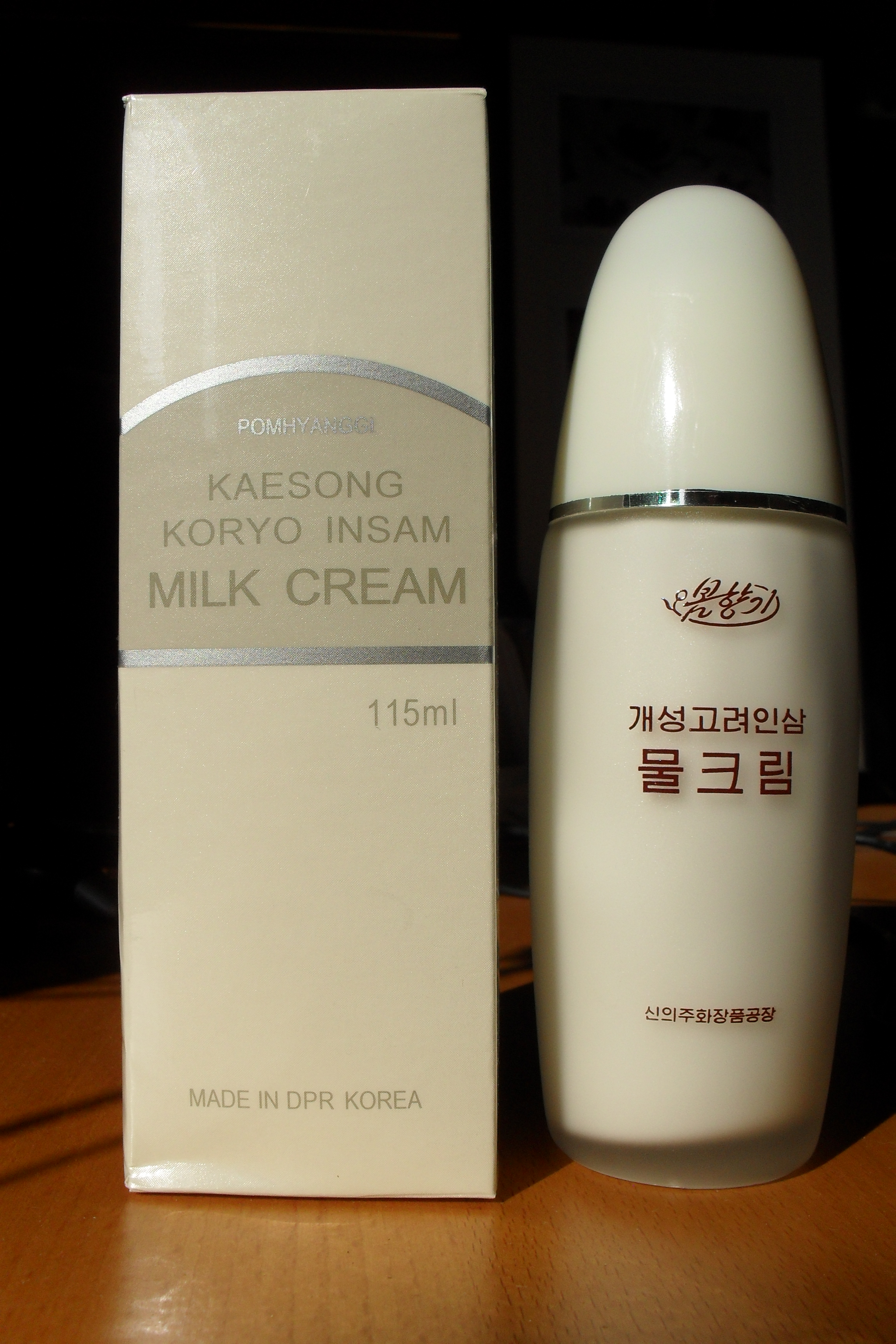
北朝鮮製の化粧品。
「개성고려인삼」（開城高麗人蔘）の表記が見られる。

日本においては、朝鮮料理の材料として用いられる他、生のまま短冊切りにして酢味噌和えにしたり、天ぷらの材料にする場合がある。外国での使用例で言うと、韓国では煎じた物を人参茶（インサムチャ、人蔘茶）として飲用したり、サムゲタン（参鶏湯、蔘鷄湯）などの料理にも利用する。また、乾燥させる前の「水参」（スサム、水蔘、수삼）をスライスし、蜂蜜に漬けて食べたりもする。人蔘入りの栄養ドリンクやガムなども市販されている。北朝鮮では開城の人蔘酒が主要な輸出品の1つで、韓国でも京畿道坡州市の烏頭山統一展望台などで購入できる。

## 成分に関する研究

### オタネニンジン植物個体について
胃腸虚弱や食欲不振、嘔吐、下痢、病後の回復期、疲労回復、滋養強壮に効能が有るとされてきた。

### 各成分について
オタネニンジンの主要な薬用部位である根には、ジンセノサイドと呼ばれるサポニン群だけですら、少なくとも38種の化合物群が存在するとされる。なお、プロトパナキサジオール (PPD) 系サポニンと、プロトパナキサトリオール (PPT) 系サポニンの両方を含み、PPD系ジンセノサイドであるRb1やRb2などは腸内細菌で代謝されてコンパウンドKとして体内に吸収される。しかしながら腸内細菌叢は日々の状態や個体差、加齢による変化があるため、コンパウンドKへの代謝がスムーズに行われない例もある。

### 西洋医学による見解
オタネニンジンのヒトを対象とした、西洋医学に基いた質が高いとされる試験は無く、健康的有益性を裏付ける西洋医学におけるエビデンスは限られている。

### 日本の厚生労働省による見解
- これまでに報告されている朝鮮ニンジンに関するランダム化比較試験の多くは、質の高い試験ではない可能性があります。したがって、朝鮮ニンジンの健康促進効果に対する理解には限界があります。

- 朝鮮ニンジンを推奨量で短期間経口摂取する場合（最大6カ月）、多くの人では安全だと考えられます。しかし、長期安全性に関する疑問が生じており、一部の専門家は幼児、子供、妊婦および授乳期の女性に対する朝鮮ニンジンの使用に反対しています。
- 朝鮮ニンジンを含む複数の特定成分が配合された製剤を皮膚に短期間局所使用する場合は、安全だと考えられます。長期間繰り返して局所使用した場合の安全性は不明です。
- 不眠症（睡眠障害）は朝鮮ニンジンで最も多くみられる副作用です。そのほかの副作用には、月経異常、乳房痛、心拍数増加、高／低血圧、頭痛、食欲不振、消化不良などがあります。
- 朝鮮人参が血糖値に影響することを示唆するエビデンスが得られています。糖尿病の人は、朝鮮ニンジンを使用する前にかかりつけの医療スタッフに相談しましょう。
- 朝鮮ニンジンがカルシウムチャネル遮断薬などの降圧剤、スタチン、抗うつ薬といった薬剤と相互作用を有するかどうか、はっきりとはわかっていません。朝鮮ニンジンが抗凝固剤（抗凝血剤）のワルファリン（クマディン）に与える影響を調べた研究では、結果は一致していません。薬を服用している人は、朝鮮ニンジンを使用する前にかかりつけの医療スタッフに相談しましょう。
- 妊娠中の朝鮮ニンジンの経口（口から）摂取は、安全ではない可能性があります。朝鮮ニンジンに含まれる化学物質が、動物で先天異常を引き起こすことが明らかになっています。授乳中の朝鮮ニンジン摂取の安全性については、ほとんど分かっていません。

- Asher GN, Corbett AH, Hawke RL.Asher GN, Corbett AH, Hawke RL. (2017年). “Common herbal dietary supplement-drug interactions（英語サイト）”.   Cochrane. 2021年3月12日閲覧。.American Family Physician.2017;96(2):101-107.
- He M, Huang X, Shuying L, et al.He M, Huang X, Shuying L, et al. (2018年). “The difference between white and red ginseng: variations in ginsenosides and immunomodulation（英語サイト）”.   Cochrane. 2021年3月12日閲覧。.Planta Medica.2018;84(12-13):845-854.
- Panax ginsengNatural Medicines website.Accessed at naturalmedicines.therapeuticresearch.com on November 25, 2019.[Database subscription].
- Shergis JL, Zhang AL, Zhou W, et al.Shergis JL, Zhang AL, Zhou W, et al. (2013年). “Panax ginseng in randomised controlled trials: a systematic review（英語サイト）”.   Cochrane. 2021年3月12日閲覧。.Phytotherapy Research.2013;27(7):949-965.

監訳：大野智（島根大学）　翻訳公開日：2021年3月12日

厚生労働省のサイトに記載されている見解は以下の米国webサイト論文を参照のうえ、大野氏によってまとめられたものです。尚、「本項目の説明・解説は、米国の医療制度に準じて記載されているため、日本に当てはまらない内容が含まれている場合があることをご承知ください。」との注釈あり。

## 他の生薬との関係
- アメリカニンジン（花旗参）、トチバニンジン（竹節人蔘）、サンシチニンジン（田七人蔘）、エゾウコギ - ウコギ科の薬用植物。一部ではこれらから抽出精製した物を『ジンセン』などと呼称しているが、本来の『ジンセン』は、オタネニンジンから抽出されたエキスを指す。[要出典]
- クララ - マメ科の薬用植物。形状がウコギ科の「人参」に似ているため生薬「苦参くじん」の名称で原料となっているが全く異なる植物。アルカロイド系の漢方作用。
- ナマコ - 強壮作用から中国語で「海の人参（御種人参）」を意味する「海参（ハイシェン）」と呼ばれる。

## 慣用句
- 「人参で行水」：高価な高麗人参の煎じ汁を浴びるように飲む、の例えから、金に糸目をつけず医薬の限りを尽くして治療をすること[30]。
- 「人参飲んで首くくる」：高価な高麗人参を服用して病が治ったのはいいが、支払いに窮して首を吊ってしまう。身分不相応な行い、後先を見ない行いを戒める言い回し。